# Ngoại Bộ

Vị trí tại Đài Trung

Ngoại Bộ (tiếng Trung: 外埔區; bính âm: Wàibù Qū) là một khu (quận) của thành phố Đài Trung, Trung Hoa Dân Quốc (Đài Loan). Đây là một quận nông thôn và kinh tế phụ thuộc vào nông nghiệp. Hương Ngoại Bộ được thành lập từ năm 1920. Ngoại Bộ có diện tích 42,4099 km², dân số vào tháng 8 năm 2011 là 31.962 người thuộc 8.928 hộ gia đình; mật độ cư trú đạt 753,6 người/km².